# Street Level
Street Level è un film del 2015 diretto da David Labrava.

## Trama
Rico Santana, venditore ambulante caduto in disgrazia, è diventato schiavo della droga e a causa della sua dipendenza sarà costretto a commettere azioni che mai avrebbe voluto commettere.